# برافيند جوغنوث
برافيند جوغنوث (مواليد 25 ديسمبر 1961) هو سياسي من موريشيوس،يشغل حالياً منصب رئيس وزراء موريشيوس.